# Регинар V
Регинар V (на френски: Régnier IV de Mons; на нидерландски: Reinier V. van Bergen; на немски: Reginar IV, * 995, † 1039) от род Регинариди е (титулар-)граф на Хенегау, граф на Берген от 1013 до 1039 г.

## Биография
Регинар V е син на Регинар IV († 1013), граф на Берген, и на Хедвиг Френска († сл. 1013), дъщеря на Хуго Капет, кралят на Франция, и Алиса от Поату.
Той последва баща си през 1013 г. като (титулар-)граф в Хенегау и граф на Берген. Както баща му той е в опозиция към херцозите на Долна Лотарингия и се стреми да получи обратно Графство Хенегау. Той се бие заедно с чичо си Ламберт I от Льовен против херцог Готфрид от Долна Лотарингия. След смъртта на чичо му, Регинар е в съюз и с неговия син. През 1018 г. конфликтът е прекратен чрез Хайнрих II и епископа на Камбре Герхард I на дворцово събрание в Неймеген. За да е подсигурен мирът, Регинар се жени за Матилда от Вердюн, племенница на херцога и наследница граф Херман от Енаме († 1029). Така той получава като наследник и част от Брабант. Регинар помага след това на херцог Готфрид. Заедно те се бият против граф Дитрих III от Холандия и са пленени през 1018 г. Двамата по-късно се съпротивляват заедно с други лотарингски благородници след смъртта на Хайнрих II против крал Конрад II. По-късно има конфликт с графовете на Фландрия, при който най-важният замък на Регинар в Брабант Еендам е унищожен през 1033 г.
Той е в контакт с игумен Олберт от Св. Гхислен, който му посвещава своята „Вита на Свети Веронус“.

## Деца
Регинар се жени за Матилда от Вердюн († сл. 1039) от род Вигерихиди и има само едно дете, син:
- Херман († 1051), който е граф на Берген, граф в южен Брабант и маркграф на Валансиен (1049) и се жени за Рихилда от Егисхайм († 1086), вероятно дъщеря на Регинар от Хаснон, маркграф на Валансиен. Тя се омъжва през 1051 г. втори път за Балдуин VI Фландерски († 1070)